# 1999 TD185
1999 TD185 är en asteroid i huvudbältet som upptäcktes den 12 oktober 1999 av LINEAR i Socorro County, New Mexico.
Asteroiden har en diameter på ungefär 6 kilometer.